# Джо Шърман
Джоузеф Даниел Шърман (на английски: Joseph Daniel Sherman; 25 септември 1926 г. – 17 март 2017 г.) е американски автор на песни, диригент, аранжор, издател и продуцент.
Шърман е роден в Бруклин, Ню Йорк, САЩ.
Главните сътрудници на Джо Шърман включват брат му Ноел, както и Джордж Дейвид Вайс, Сид Уейн, Лангстън Хюз и Аби Ман. Заедно с брат си като текстописец, той композира To the Ends of the Earth, You Are My Destiny и Eso Beso за Пол Анка и Juke Box Baby за Пери Комо. Съвместната композиция на братята, Ramblin' Rose, е хит за Нат Кинг Кол, наред с някои други.
Брат му Ноел умира през 1972 г. Джо Шърман умира на 17 март 2017 г.

## Частична дискография
| Изпълнител                                                       | Заглвие                                                         | Лейбъл                                         | От   |
| ---------------------------------------------------------------- | --------------------------------------------------------------- | ---------------------------------------------- | ---- |
| Joe Sherman, William Goldstein                                   | The Charisma Of Joe Sherman, The Viability Of William Goldstein | A Sam Fox Production, Synchrofox Music Library | 1969 |
| Nancy Ames, Dirección Y Arreglos, Joe Sherman                    | 1-2-3, A Taste Of Honey, Call Me, The Shadow Of Your Smile      | Cantado En Español                             | 1966 |
| The Statler Brothers, Nancy Ames, Joe Sherman, Simon & Garfunkel | Juventud Al Gusto 1966                                          | CBS                                            | 1966 |
| Paul Anka, Joe Sherman                                           | Esso Besso                                                      | RCA Victor                                     |      |